# Иванов, Константин Дмитриевич
Константин Дмитриевич Иванов (род. 6 июня 1925, село Верхняя Ахтуба, Сталинградская губерния — 9 марта 2009) — начальник Управления внутренних дел Исполнительного комитета Волгоградского областного Совета (1969—1986).

## Биография
Родился 6 июня 1925 года в селе Верхняя Ахтуба (ныне — юго-восточная часть города Волжский). С 1942 г. — рабочий Сталинградского тракторного завода. Во время Сталинградской битвы в составе рабочих отрядов участвовал в обороне Сталинграда от наступающей танковой армии фельдмаршала Манштейна (группа армий Паулюса) в районе Тракторного завода (р. Мечетка).
В начале 1943 г. призван в Красную Армию. Служил наводчиком, затем командиром орудия. Участвовал в танковом сражении под Прохоровкой на Курской дуге. Имел 6 благодарностей от Верховного Главнокомандующего И. В. Сталина, 12 — от командира полка. Войну закончил в 1945 г. в Праге в звании гвардии старшины. Демобилизован из армии в 1950 г.
С 1950 г. — в органах милиции. В 1956 г. назначен начальником отдела милиции Красноармейского районного Совета депутатов трудящихся г. Волгограда. С 1960 г. — начальник ОБХСС управления внутренних дел, в конце того же года — заместитель начальника управления внутренних дел облисполкома. В это же время являлся председателем облсовета спортобщества «Динамо».
В 1969—1986 гг. — начальник Управления внутренних дел исполкома Волгоградского областного Совета депутатов трудящихся, генерал-майор милиции, комиссар милиции второго ранга..
Неоднократно избирался депутатом городского и областного Советов депутатов трудящихся, являлся членом исполкома облсовета и членом обкома КПСС.

Автор биографической книги «Расправа» (издательство «Офсет», 1996 г., тираж 2000 экз.) и части второй этой книги под названием «Партократия».

## Награды
- орден Красного Знамени
- орден Отечественной войны 1-й степени
- три ордена Трудового Красного Знамени
- медаль «За отвагу»
- медаль «За боевые заслуги»
- медаль «За взятие Берлина»
- медаль «За освобождение Праги»
- юбилейные медали
- государственные награды Польши, ГДР, ЧССР, Монголии
- премия Совета Министров СССР
- нагрудный знак «Почётный сотрудник МВД».
- Medal Za Zasługi dla Pożarnictwa